# Ulrich Pletscher
Ulrich Pletscher; auch Ueli Pletscher genannt (* 23. November 1974 in Bülach) ist ein finnisch-schweizerischer Saxophonist, Klarinettist, Pianist und Akkordeonist. Er komponiert und arrangiert zudem Film-, Tanz- und Theatermusik, sowie für die eigenen Bands.

## Leben
Pletscher wurde mit finnisch-schweizerischer Doppelbürgerschaft geboren und lebt in Basel. Nach einem Studium der Musikwissenschaft an der Universität Zürich in den Jahren 1997 bis 1998 folgte bis 2000 ein Musikstudium an der Jazzschule Basel auf Tenorsaxophon bei Domenic Landolf, dann 2001 das Multimediastudium an der Hochschule für Musik und Theater Bern, danach Saxophonunterricht bei Andy Scherrer und bis zu seinem Lehrdiplom 2003 das Musikstudium an der Musik-Akademie der Stadt Basel, Abteilung Jazz auf Tenorsaxophon bei Domenic Landolf und Dani Blanc. Pletscher erwarb das Diplom in Pädagogik und Performance, hat im Dezember 2003 eine Weiterbildung in klassischer indischer Musik bei Hariprasad Chaurasia genossen und spielt zusätzlich Sopransaxophon, Klarinette, Altsaxophon, Baritonsaxophon, Klavier und Akkordeon.

## Wirken
Seit 1998 ist Pletscher Freier Musiker, Komponist, Klarinettist und Saxophonist. Aktuelle Formationen sind prekmurski kavbojci, la pomme pourrie und Sandro P. Zuvor hat er in den Gruppen „CAS“,„FiDO“ „March 15“, „Me, Me, Me“, „Fanny Anderegg Quartett“ und „NiQu“ mitgewirkt. Er übernahm 2003 die Produktion der Musik für eine Tanz Performance in Ljubljana, Slowenien. 2004 war eine Produktion von Klingeltönen für Logophone und 2007 folgte die Veröffentlichung eines Buchs über unkonventionelle und alternative Spieltechniken für Saxophon. 2007 machte er ausserdem Musik für den Kurzfilm "Making Art" von Jantonia. 2008 folgte Werbemusik für uko, er hatte diverse Gastauftritte als Musiker beim Stadttheater Basel, gibt Konzerte und gibt seine Erfahrung und sein Wissen gerne als Lehrer seinen Schülerinnen und Schülern weiter.
Pletscher komponiert für Fernsehen, Film, Tanz und Theater. Er spricht Deutsch (als Muttersprache) und fliessend Englisch, Französisch, Italienisch und Schwedisch.

## Diskografie
- 2022 Sandro P. "Sandro P."
- 2017 la pomme pourrie "Hinter Dir"
- 2017 prekmurski kavbojci "Worldwide Wifi"
- 2014 prekmurski kavbojci "analog acoustic strike back"
- 2014 Giacun "The World Behind Things"
- 2013 FIDO plays Zappa "Live At The Gare Du Nord" DVD
- 2012 Prekmurski Kavbojci "Sold Out"
- 2011 NIQU "27"
- 2011 Dodo "Funkloch"
- 2011 FIDO play Zappa "Too Big To Fail"
- 2010 Bâleistik "Dr Wildi Nordweschte"
- 2010 Steff la Cheffe "Bittersüessi Pille"
- 2008 Prekmurski Kavbojci "Al Kazino"
- 2008 Famara "Oreba"
- 2008 Fanny Anderegg Quartet "Le 8ème Jour"
- 2007 FiDO plays Zappa, Live @ Floss Basel, August 2007, DVD
- 2007 prekmurski kavbojci "Fuer Dich"
- 2006 Felix Klaus march 15 "touch down"
- 2006 FiDO plays Zappa, Life @ Sudhaus Basel, September 2006, Limited Handmade Red-Sofa Edition, CD
- 2003 Prekmurski Kavbojci "live in Slowenien"
- 2001 noretro "noretro"

## Werke
- Unkonventionelle und alternative Spieltechniken für Saxophon. Verlag vierdreiunddreissig, 2007 ISMN M-50098-963-9